# Hauptpostamt Halle (Saale)

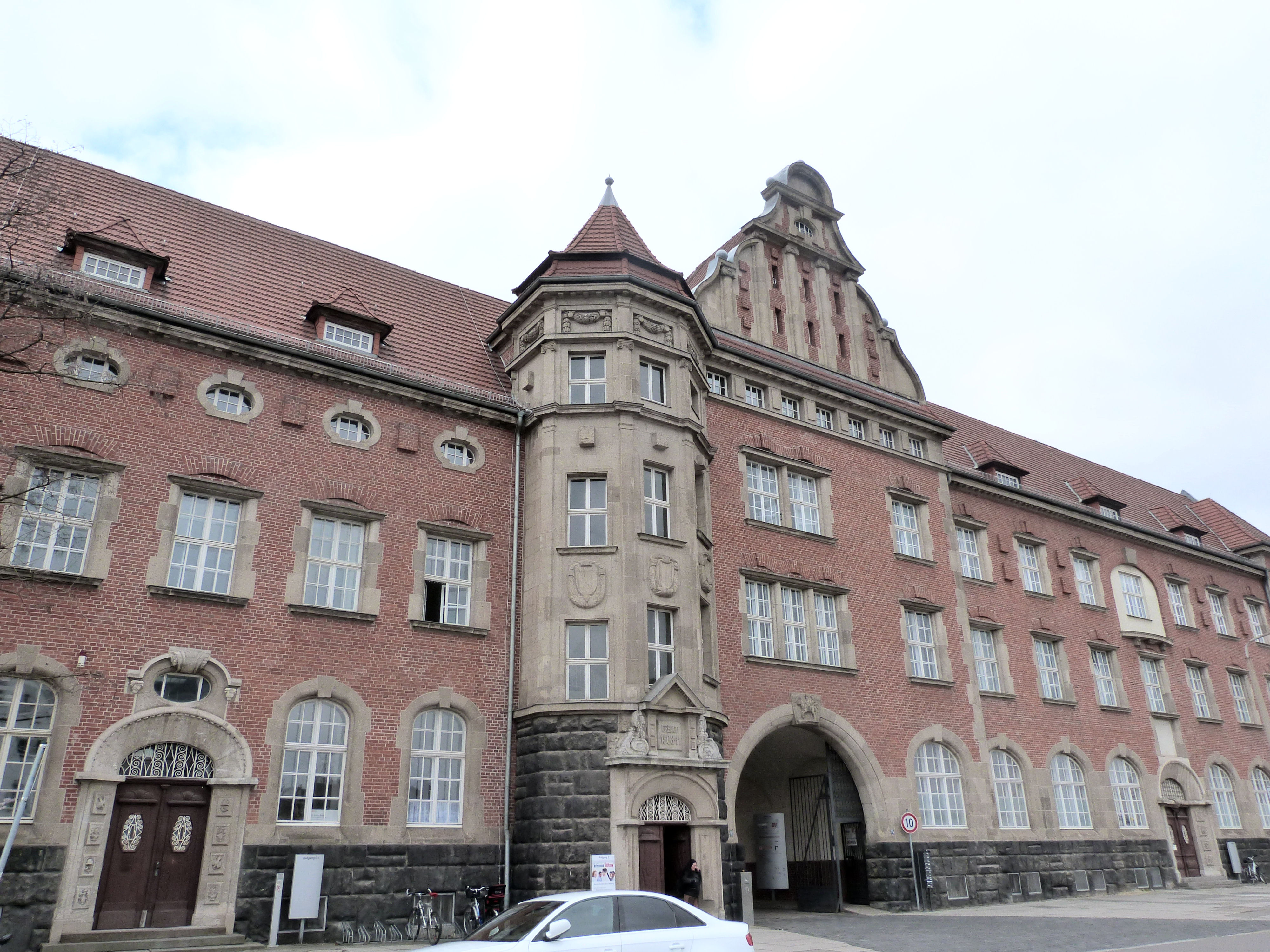
Hauptpostamt Halle (2016)

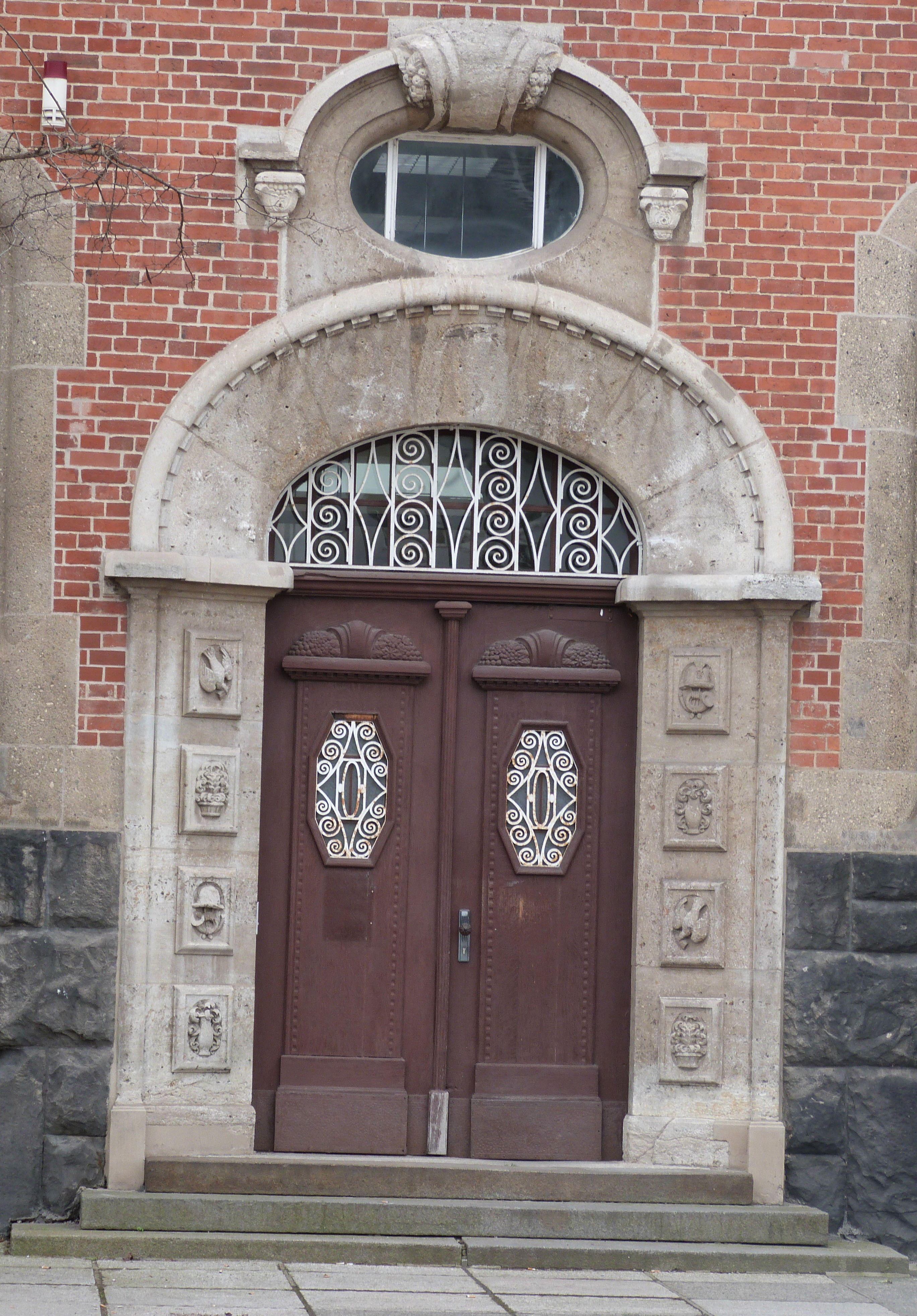
Portal (2016)

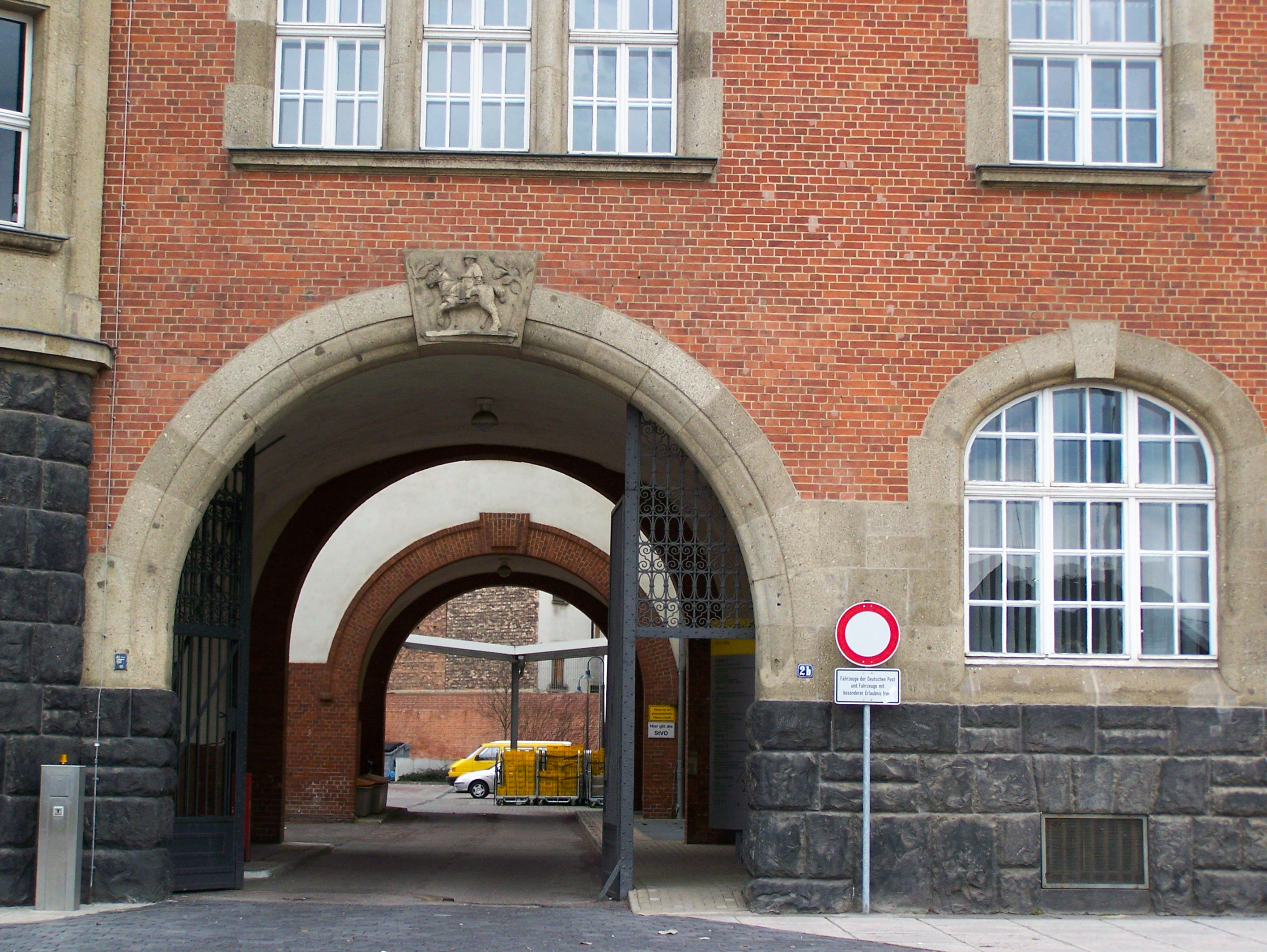
Tordurchfahrt (2006)

Das Hauptpostamt Halle (Saale) ist ein ehemaliges Postamt in Halle (Saale) in Sachsen-Anhalt. Da für die Hallenser die Oberpostdirektion das Hauptpostamt ist, in deren Gebäude sich auch das Stadtpostamt sowie später zusätzlich das Telegrafenamt befand, wird das Gebäude in der Ernst-Kamieth-Straße von den Bewohnern auch häufig – nach dem ehemaligen Straßennamen und dem dort zu findenden ehemaligen Bahnhofsbau – Thielen-Post genannt.

## Geschichte
Aufgrund der komplizierten Entstehungsgeschichte der Oberpostdirektion sowie aufgrund der Schwierigkeiten bei der Unterbringung des Telegrafenamtes, der Telegrafendirektion und des Bahnpostamtes, wurde nur zehn Jahre nach dem Neubau des Gebäudes in der Großen Steinstraße (1892–1896) ein weiteres neues Postamt (1908–1911) erbaut, das ebenfalls sowohl Postamt als auch Dienstgebäude der Oberpostdirektion war. Zudem befand sich im direkt anschließenden Bau an der Kirchnerstraße das Bahnpostamt, welches wiederum ein eigenes Zweigpostamt im Gebäude an der Ernst-Kamieth-Straße betrieb.

### Vorgeschichte
In den Jahren 1838 bis 1840 erhielt Halle ein neues Gebäude für das Ober-Post-Amt, das von 1850 bis 1852 zu einem Postamt I. Klasse degradiert wurde, welches auch nach der Rückkehr der Oberpostdirektion (aus Merseburg nach Halle) in dem Gebäude am heutigen Joliot-Curie-Platz bestehen blieb und als Stadtpostamt fungierte. Dieses Postamt I. Klasse wurde mit der Zunahme des Bahnpostverkehrs und nach der Gründung des Deutschen Reiches um ein ebenbürtiges Postamt ergänzt, das ebenfalls direkt der Oberpostdirektion Halle unterstellt war und daher den Namen Kaiserliches Postamt II erhielt. Es wurde Mitte der 1870er Jahre am halleschen Bahnhof in dem Gebäude an der Thielen-Straße (heute Ernst-Kamieth-Straße) untergebracht, die aber damals noch nicht erbaut worden war, so dass es anfangs unter der Adresse „Am Bahnhofe“ zu finden war.

### Neubau und Restrukturierungen
Auch nach dem Neubau der Oberpostdirektion und der Anlegung der Thielen-Straße blieb das Postamt vorerst in dem Bahnhofsgebäude. Die neu entstandenen Postämter Halles (Postamt Nr. 3 am Moritzzwinger, Nr. 4 in der Geiststraße, Nr. 5 in der Burgstraße, Nr. 6  in der Torstraße und Nr. 7 in der Dreyhauptstraße) wurden um 1900 zunächst auf die beiden ersten Postämter als Zweigpostämter verteilt, wobei das Postamt Nr. 2 die Postämter Nr. 3 und 6 zugeteilt bekam. Dies wurde aber kurz darauf geändert und damit gehörten fortan zu dem Postamt Nr. 2 um die zwanzig Postagenturen im Saalkreis und den Nachbarkreisen, zum Postamt Nr. 1 die anderen halleschen Postämter (Nr. 3–7, Kröllwitz, Trotha) als Zweigpostämter.
In dieser Zeit – in den Jahren von 1908 bis 1911 – erfolgte auch der Neubau eines Postgebäudes in der heutigen Ernst-Kamieth-Straße, in der zuvor schon das Gebäude der Reichsbahndirektion Halle (1901–1902) erbaut worden war. Damit begann eine Verschiebung des Gleichgewichts zugunsten des Kaiserlichen Postamtes II, das in dieses einzog. Nach dem Ersten Weltkrieg sank in der Oberpostdirektion Halle die Zahl der Postagenturen aber auch die der Postämter und anderer Posteinrichtungen deutlich. Es kam dabei auch zu Zusammenlegungen. So wurde das Postamt Nr. 3 in das Gebäude in der Ernst-Kamieth-Straße verlegt und dann ganz aufgehoben. Viel entscheidender war aber, dass nun – um das Jahr 1930 – alle halleschen Postämter dem Postamt Nr. 2 unterstellt wurden, so dass die Postämter Nr. 1 sowie 4 bis 7 nun dessen Zweigpostämter waren. Die nachfolgende Postagentur Nr. 9 sowie die Postämter Nr. 9 und 10 wurden als Zweigpostämter ebenso dem Postamt Nr. 2 zugeordnet, wohingegen das Postamt Nr. 8 zur Bahnpost gehörte.

### Seit 1945
Nach dem Zweiten Weltkrieg wurde zwischen dem Hauptpostamt 1 (Große Steinstraße) und dem Hauptpostamt 2 (Ernst-Kamieth-Straße) unterschieden, später galt nur noch das Postamt in der Ernst-Kamieth-Straße als Hauptpostamt. Mit der Privatisierung der Deutschen Bundespost zu Deutschen Post AG wurden Postämter schrittweise aufgegeben und durch Postagenturen ersetzt. Seit dem Sommer 2015 wird ein Großteil des Gebäudes von der Euro-Schulen-Organisation als Bildungseinrichtung genutzt. Daneben befinden sich hier eine Tagespflege „Alte Thielenpost“ oder auch der Landesverband Sachsen-Anhalt e. V. des Deutschen Verbandes für Physiotherapie.

## Baubeschreibung
Der dreigeschossige Ziegelbau mit der fast 80 Meter langen Straßenfassade besitzt drei Hofflügel, von denen der südlichste knapp 100 Meter lang ist. Zwischen den Flügeln wurden Mittelbauten errichtet, so dass insgesamt vier Innenhöfe bestehen, von denen der nordwestliche im Bahnpostamt mündet. Die südlichen Höfe sind durch große rundbogige Tordurchfahrten miteinander verbunden. Über das Areal verteilt finden sich verschiedene Treppentürme und Giebel. Der Treppenturm an der Straßenfassade wird durch Schmuckelemente wie Reliefs, einen Dreiecksgiebel mit Bauinschrift und überhöhter Rustika des Kellergeschosses abgehoben. Architekten Reinhold Knoch und Friedrich Kallmeyer, die in Halle zahlreiche Gebäude entwarfen, entschieden sich hier für einen eklektizistischen Ansatz und verbanden Elemente des Jugendstils, der Neorenaissance und des Neobarock miteinander.
An der Straßenfassade kam neben dem Backstein auch eine größere Menge Werkstein zum Einsatz, der zur Gliederung beiträgt. Die Fenster wurden im Erdgeschoss sowie im ersten Obergeschoss gleichmäßig gestaltet, in der oberen Etage weichen sie nördlich (Briefpost) und südlich (Paketpost) des Risalits voneinander ab. Der von einem Renaissancegiebel gekrönte und von einem Treppenturm flankierte Torbau dient als Kopfbau des mittleren Gebäudeflügels. Auch die Eingänge des südlichen und nördlichen Hofflügels finden sich an der Straßenfassade. Ihre Portale sind jeweils mit Elementen verschiedener Baustile gestaltet, so dass sie wohl den Übergang von der Renaissance zum Barock darstellen sollen. Zwischen dem Torbau und den Seitenrisaliten finden sich jeweils drei Dachgauben symmetrisch über die je sieben Fensterachsen verteilt.
Das Gebäude in der Ernst-Kamieth-Straße 2b steht als Baudenkmal unter Denkmalschutz und ist im Denkmalverzeichnis mit der Nummer 094 04629 erfasst. Das angrenzende Bahnpostamt wird separat im Denkmalverzeichnis geführt. Das ehemalige Bahnhofsgebäude, in dem das Postamt den Anfang nahm, wurde bereits in den Jahren 1934 und 1935 zugunsten zusätzlicher Bahnsteige abgerissen.